# Алиабад
Алиабад (перс. علی آباد كتول‎, ‘Alīābād-e Katūl) — город в северной части Ирана, в остане Голестан. Административный центр шахрестана Алиабад. Расположен к востоку от города Горган. В 3 км к северу от города находится водопад Кабуд-вал (перс. کبودوال‎), высота которого составляет около 6 м.

## Население
Население по данным на 2012 год составляет 49 311 человек; по данным переписи 2006 года оно насчитывало 46 183 человека.
| 1986   | 1991   | 1996   | 2006   | 2012   |
| ------ | ------ | ------ | ------ | ------ |
| 31 173 | 36 950 | 41 397 | 46 183 | 49 311 |